# Нікольськ (Тункинський район)
Нікольськ (рос. Никольск) — село Тункинського району, Бурятії Росії. Входить до складу Сільського поселення Тунка.
Населення — 125 осіб (2015 рік).